# وردر (پارشیم)
وردر (به آلمانی: Werder) یک شهر در آلمان است که در لودویگسلوست-پارشیم واقع شده‌است. وردر ۴۳۱ نفر جمعیت دارد.